# Major League Soccer 2013
Die 18. Major League Soccer Saison begann am 2. März 2013 mit der Regular Season. Anschließend wurden im Herbst 2013 die Play-offs ausgetragen, welche am 7. Dezember mit dem Spiel um den MLS Cup beendet wurden. Im Finale konnte sich Sporting Kansas City gegen Real Salt Lake erst im Elfmeterschießen durchsetzen.

## Teilnehmende Mannschaften
| Mannschaft             | Trainer                                         | Kapitän           | Ausrüster | Trikotsponsor      |
| ---------------------- | ----------------------------------------------- | ----------------- | --------- | ------------------ |
| Chicago Fire           | Frank Klopas                                    | Logan Pause       | Adidas    | Quaker Oats        |
| CD Chivas USA          | José Luis Sánchez Solá                          | Dan Kennedy       | Adidas    | Corona             |
| Colorado Rapids        | Óscar Pareja                                    | Pablo Mastroeni   | Adidas    | keiner             |
| Columbus Crew          | Robert Warzycha                                 | Chad Marshall     | Adidas    | Barbasol           |
| D.C. United            | Ben Olsen                                       | Dwayne De Rosario | Adidas    | Volkswagen         |
| FC Dallas              | Schellas Hyndman                                | David Ferreira    | Adidas    | AdvoCare           |
| Houston Dynamo         | Dominic Kinnear                                 | Brad Davis        | Adidas    | keiner             |
| LA Galaxy              | Bruce Arena                                     | Landon Donovan    | Adidas    | Herbalife          |
| Montreal Impact        | Marco Schällibaum                               | Davy Arnaud       | Adidas    | Bank of Montreal   |
| New England Revolution | Jay Heaps                                       | Matt Reis         | Adidas    | UnitedHealth Group |
| New York Red Bulls     | Mike Petke                                      | Thierry Henry     | Adidas    | Red Bull           |
| Philadelphia Union     | John Hackworth                                  | Brian Carroll     | Adidas    | Grupo Bimbo        |
| Portland Timbers       | Caleb Porter                                    | Will Johnson      | Adidas    | Alaska Airlines    |
| Real Salt Lake         | Jason Kreis                                     | Kyle Beckerman    | Adidas    | XanGo LLC          |
| San José Earthquakes   | Frank Yallop (bis 07.06.) Mark Watson (interim) | Ramiro Corrales   | Adidas    | Amway Global       |
| Seattle Sounders       | Sigi Schmid                                     | Mauro Rosales     | Adidas    | Xbox LIVE          |
| Sporting Kansas City   | Peter Vermes                                    | Jimmy Nielsen     | Adidas    | Ivy Funds          |
| Toronto FC             | Ryan Nelsen                                     | Darren O’Dea      | Adidas    | Bank of Montreal   |
| Vancouver Whitecaps    | Martin Rennie                                   | Jay DeMerit       | Adidas    | Bell Canada        |

## Saisonverlauf

### Regular Season
Die ersten Spiele der Saison fanden am 2. März 2013 statt, die letzten Spiele der regulären Saison wurden am 27. Oktober ausgetragen. Als Titelverteidiger der Meisterschaft geht die LA Galaxy ins Rennen. Die Liga ist in zwei Konferenzen aufgeteilt. Gegen Mannschaften der gleichen Konferenz spielt jede Mannschaft zwei- bis dreimal, während gegen Mannschaften der anderen Konferenz nur einmal in der Saison gespielt wird. Das Heimrecht der Einzelspiele ohne Rückspiel und der dritten Saisonbegegnungen alterniert pro Saison.
Der FC Dallas startete herausragend in die Saison und führte nach 14 gespielten Spielen die Gesamttabelle an, brach dann jedoch ein und konnte sich am Ende nicht für die Play-offs qualifizieren. Houston Dynamo musste sich nach fast zwei Jahren und 36 Pflichtspielen ohne Niederlage im eigenen Stadion am 12. Mai Sporting Kansas City mit 0:1 geschlagen geben, beginnt die Saison aber dennoch erfolgreich. Äußerst schwach dagegen spielte D.C. United über die gesamte Saison und konnte am Ende der regulären Spielzeit nur 16 Punkte verbuchen. Die Seattle Sounders fingen sich nach schwachen ersten Spielen und verließ nach neun Spielen den letzten Platz der Western Conference, auf dem sich wie in der Vorsaison dann CD Chivas USA wiederfand. Seattle erreichte schließlich sogar die Play-offs. Die New York Red Bulls wurden mit 59 Punkten Erster der Gesamttabelle und gewannen damit den Supporters’ Shield sowie einen automatischen Startplatz in der nächsten Champions-League-Saison.
Im torreichsten Spiel der Saison gab es acht Tore. Montreal Impact und Philadelphia Union trennten sich am 25. Mai mit dem Endstand von 5:3. Die höchsten Heimsiege erzielten New England Revolution am 2. Juni gegen die LA Galaxy, Montreal Impact am 24. August gegen Houston Dynamo und die LA Galaxy am 6. Oktober gegen CD Chivas USA jeweils mit 5:0. Auswärts konnten am letzten Spieltag (26. Oktober) die Portland Timbers bei Chivas USA mit 0:5 den höchsten Sieg verbuchen.

#### Tabellen

##### Eastern Conference
| Pl. | Verein                    | Sp. | S  | U  | N  | Tore    | Diff. | Punkte | Gesamtplatz |
| --- | ------------------------- | --- | -- | -- | -- | ------- | ----- | ------ | ----------- |
| 1.  | New York Red Bulls        | 34  | 17 | 8  | 9  | 058:410 | +17   | 59     | 1           |
| 2.  | Sporting Kansas City (OC) | 34  | 17 | 7  | 10 | 047:300 | +17   | 58     | 2           |
| 3.  | New England Revolution    | 34  | 14 | 9  | 11 | 049:380 | +11   | 51     | 7           |
| 4.  | Houston Dynamo            | 34  | 14 | 9  | 11 | 041:410 | ±0    | 51     | 9           |
| 5.  | Montreal Impact1          | 34  | 14 | 7  | 13 | 050:490 | +1    | 49     | 11          |
| 6.  | Chicago Fire              | 34  | 14 | 7  | 13 | 047:520 | −5    | 49     | 12          |
| 7.  | Philadelphia Union        | 34  | 12 | 10 | 12 | 042:440 | −2    | 46     | 14          |
| 8.  | Columbus Crew             | 34  | 12 | 5  | 17 | 042:460 | −4    | 41     | 16          |
| 9.  | Toronto FC1 (CC)          | 34  | 6  | 11 | 17 | 030:470 | −17   | 29     | 17          |
| 10. | D.C. United               | 34  | 3  | 7  | 24 | 022:590 | −37   | 16     | 19          |

##### Western Conference
| Pl. | Verein                     | Sp. | S  | U  | N  | Tore    | Diff. | Punkte | Gesamtplatz |
| --- | -------------------------- | --- | -- | -- | -- | ------- | ----- | ------ | ----------- |
| 1.  | Portland Timbers           | 34  | 14 | 15 | 5  | 054:330 | +21   | 57     | 3           |
| 2.  | Real Salt Lake             | 34  | 16 | 8  | 10 | 057:410 | +16   | 56     | 4           |
| 3.  | LA Galaxy (M)              | 34  | 15 | 8  | 11 | 053:380 | +15   | 53     | 5           |
| 4.  | Seattle SoundersS=15       | 19  | 0  | 7  | 12 | 042:420 | ±0    | 07     | 6           |
| 5.  | Colorado Rapids            | 34  | 14 | 9  | 11 | 045:380 | +7    | 51     | 8           |
| 6.  | San José Earthquakes (Sup) | 34  | 14 | 9  | 11 | 035:420 | −7    | 51     | 10          |
| 7.  | Vancouver Whitecaps 1      | 24  | 13 | 9  | 2  | 053:450 | +8    | 48     | 13          |
| 8.  | FC Dallas                  | 34  | 11 | 11 | 12 | 048:520 | −4    | 44     | 15          |
| 9.  | CD Chivas USA              | 34  | 6  | 8  | 20 | 030:670 | −37   | 26     | 18          |

(M) = Meister 2012, (Sup) = MLS Supporters’ Shield 2012, (CC) = kanadischer Pokalsieger 2012, (OC) = US-amerikanischer Pokalsieger 2012
1Toronto FC, Vancouver Whitecaps und Montreal Impact können sich nicht über die Major League Soccer für die CONCACAF Champions League qualifizieren, da die drei Mannschaften aus Kanada kommen und die Startplätze nach Staat vergeben werden. Wenn die Mannschaften die Saison auf einem Qualifikationsplatz für die Champions League abschließen, werden diese Startplätze automatisch an die nächstniedrigere Mannschaft vergeben. Die drei kanadischen Teams können sich für diesen Wettbewerb nur über die Canadian Championship qualifizieren.

##### Regelung bei Punktgleichheit
Sollten zwei oder mehr Mannschaften in der Tabelle punktgleich stehen, werden nacheinander folgende Vergleichsregeln angewendet, um die Platzierung der Mannschaften festzulegen. Der Vergleich ist entschieden, sobald eine der Regeln eine Rangfolge der betreffenden Mannschaften ermitteln kann. Anders als zum Beispiel in der Fußball-Bundesliga entscheidet nicht zuerst die Tordifferenz. Die Regeln unterscheiden sich erheblich von denen der Vorsaison.
1. Gesamtzahl der Siege
2. Gesamtzahl der geschossenen Tore
3. Gesamttordifferenz
4. niedrigste Anzahl der Strafpunkte in der Fairplay-Tabelle
5. Zahl der geschossenen Auswärtstore
6. Auswärtstordifferenz
7. Zahl der geschossenen Heimtore
8. Heimtordifferenz
9. Münzwurf (bei zwei Mannschaften) bzw. Losentscheid (bei mehr als zwei Mannschaften)

Sollten mehr als zwei Mannschaften punktgleich sein, wird sobald eine Mannschaft platziert ist mit den verbleibenden punktgleichen Mannschaften wieder bei Regel 1 angefangen.

#### Kreuztabelle
Die Kreuztabelle stellt die Ergebnisse aller Spiele dieser Saison dar. Die Heimmannschaft ist in der linken Spalte aufgelistet und die Gastmannschaft in der obersten und untersten Reihe. Aufgrund des unbalancierten Spielplans finden manche Spiele zweimal in der Saison statt, während andere theoretisch mögliche Begegnungen nicht ausgetragen werden.
| 2013                   | Chicago Fire | Chivas USA | Colorado Rapids |         | D.C. United |         | Houston Dynamo | LA Galaxy | Montreal Impact | New England Revolution |         | Philadelphia Union |         | Real Salt Lake | San José Earthquakes | Seattle Sounders | Sporting Kansas City | Toronto FC | Vancouver Whitecaps |
| Chicago Fire           |              | 1:4        | 2:1             | 1:0     | 2:0 4:1     |         | 1:1            |           | 2:1 2:2         | 0:1 3:2                | 3:1     | 0:1                | 2:2     |                | 3:2                  |                  | 1:2 1:0              | 1:0        |                     |
| CD Chivas USA          |              |            | 0:1 1:1         | 0:3     | 1:0         | 3:1 1:3 |                | 0:1       |                 | 1:1                    | 3:2     |                    | 1:1 0:5 | 1:4            | 2:2 0:1              | 0:2              |                      | 1:0        | 2:1                 |
| Colorado Rapids        |              | 2:0        |                 |         | 0:0         | 2:2 2:1 |                | 2:0       |                 | 2:1                    | 2:0     | 1:2                | 2:2     | 1:0 2:2        | 1:2                  | 0:1 5:1          |                      | 1:0        | 2:0 3:2             |
| Columbus Crew          | 1:2 3:0      |            | 0:2             |         | 3:0         |         | 1:1 2:0        |           | 2:0             | 0:2 0:1                | 0:1 2:0 | 1:1                | 1:0     |                | 1:1                  | 0:1              | 0:1                  | 2:0        |                     |
| D.C. United            | 0:3          |            |                 | 1:2     |             |         | 0:4 1:2        | 2:2       | 3:1             | 1:2                    | 0:2     | 2:3 1:1            | 0:2     | 1:0            | 1:0                  |                  | 1:1                  | 1:2 1:1    | 0:1                 |
| FC Dallas              | 2:3          | 0:0        | 1:0             | 2:4     | 2:1         |         | 3:2            | 1:0 3:3   |                 |                        |         |                    | 1:1     | 2:0 0:3        | 1:0 2:2              | 2:0              | 2:2                  |            | 2:0 3:1             |
| Houston Dynamo         | 2:1 1:1      | 5:1        | 1:1             | 3:1     | 2:0         |         |                |           | 1:0             | 0:2                    | 1:4 0:3 | 1:0                |         |                | 2:0                  | 3:1              | 0:1 0:0              | 0:0        | 2:1                 |
| LA Galaxy              | 4:0          | 1:1 5:0    | 1:0 0:1         | 2:1     |             | 2:0     | 0:1            |           | 1:0             |                        |         |                    | 0:0     | 4:2            | 3:0 0:0              | 4:0 1:1          | 2:0                  |            | 2:1                 |
| Montreal Impact        | 2:0          | 1:1        | 3:4             | 1:1 1:2 | 2:1         | 0:0     | 2:0 5:0        |           |                 | 0:1                    | 1:0     | 5:3 2:1            |         | 3:2            |                      |                  | 1:0                  | 2:1        | 0:3                 |
| New England Revolution | 2:0          |            |                 | 3:2     | 0:0 2:1     | 0:1     | 1:2 1:1        | 5:0       | 2:4             |                        | 1:1     | 2:0 5:1            |         | 1:2            | 2:0                  |                  | 0:0                  | 2:0 0:1    |                     |
| New York Red Bulls     | 5:2          |            |                 | 2:2     | 0:0 2:1     | 1:0     | 2:0            | 1:0       | 2:1 4:0         | 4:1 2:2                |         | 2:1 0:0            |         | 4:3            |                      |                  | 0:1                  | 2:0        | 1:2                 |
| Philadelphia Union     | 1:0 1:2      | 3:1        |                 | 3:0     | 2:0         | 2:2     | 0:1            | 1:4       | 0:0             | 1:0                    | 3:0     |                    | 0:0     |                |                      | 2:2              | 1:3 1:2              | 1:1 1:0    |                     |
| Portland Timbers       |              | 3:0        | 3:0 1:0         |         |             | 1:0 2:1 | 2:0            | 2:1 1:0   | 1:2             | 0:0                    | 3:3     |                    |         | 3:3 0:0        | 1:0                  | 1:0              |                      | 4:0        | 1:1                 |
| Real Salt Lake         | 1:1          | 1:0 2:1    | 1:1             | 4:0     |             | 1:1     | 1:0            | 0:2 3:1   |                 |                        |         | 2:2                | 4:2     |                | 3:0 1:2              | 2:1 2:0          | 1:2                  |            | 2:0                 |
| San José Earthquakes   |              | 2:0        | 1:1 1:0         |         |             | 2:1     |                | 3:2       | 2:2             |                        | 2:1     | 1:0                | 1:1 2:1 | 0:2            |                      | 1:0              | 1:0                  | 2:1        | 1:1 0:0             |
| Seattle Sounders       | 2:1          | 2:1 1:0    | 1:1             |         | 2:0         | 4:2 3:0 |                | 1:1       | 0:1             | 0:0                    | 1:1     |                    | 1:1 1:0 | 2:0            | 4:0                  |                  |                      |            | 3:2 1:4             |
| Sporting Kansas City   | 0:0          | 4:0        | 2:1             | 3:2 3:0 | 1:0         |         | 1:1            |           | 2:0 1:2         | 3:0                    | 2:3     | 0:1                | 2:3     |                |                      | 0:1              |                      | 3:0        | 1:1                 |
| Toronto FC             | 1:1          |            |                 | 0:1 2:1 | 4:1         | 2:2     | 1:1            | 2:2       | 3:3 1:0         | 1:1                    | 1:2 0:0 | 1:1                |         | 0:1            |                      | 1:2              | 2:1 1:2              |            |                     |
| Vancouver Whitecaps    | 3:1          | 3:1 2:2    | 3:0             | 2:1     |             | 2:2     |                | 3:1 0:1   |                 | 4:3                    |         | 0:1                | 2:2     | 1:1 0:1        | 2:0                  | 2:0              |                      | 1:0        |                     |
| 2013                   | Chicago Fire | Chivas USA | Colorado Rapids |         | D.C. United |         | Houston Dynamo | LA Galaxy | Montreal Impact | New England Revolution |         | Philadelphia Union |         | Real Salt Lake | San José Earthquakes | Seattle Sounders | Sporting Kansas City | Toronto FC | Vancouver Whitecaps |

#### Torschützen
Die folgende Liste enthält die Torschützen der regulären Saison mit mindestens zwei Toren bis Platz 20.
| Platz | Spieler           | Mannschaft             | Tore |
| ----- | ----------------- | ---------------------- | ---- |
| 1     | Camilo            | Vancouver Whitecaps    | 22   |
| 2     | Mike Magee        | Chicago Fire           | 21   |
| 3     | Marco Di Vaio     | Montreal Impact        | 20   |
| 4     | Robbie Keane      | LA Galaxy              | 16   |
| 5     | Diego Fagúndez    | New England Revolution | 13   |
| 5     | Dominic Oduro     | Columbus Crew          | 13   |
| 7     | Jack McInerney    | Philadelphia Union     | 12   |
| 7     | Álvaro Saborío    | Real Salt Lake         | 12   |
| 9     | Tim Cahill        | New York Red Bulls     | 11   |
| 9     | Federico Higuaín  | Columbus Crew          | 11   |
| 9     | Blas Pérez        | FC Dallas              | 11   |
| 9     | Chris Wondolowski | San José Earthquakes   | 11   |
| 13    | Claudio Bieler    | Sporting Kansas City   | 10   |
| 13    | Deshorn Brown     | Colorado Rapids        | 10   |
| 13    | Conor Casey       | Philadelphia Union     | 10   |
| 13    | Landon Donovan    | LA Galaxy              | 10   |
| 13    | Thierry Henry     | New York Red Bulls     | 10   |
| 13    | Diego Valeri      | Portland Timbers       | 10   |
| 19    | Juan Agudelo      | New England Revolution | 9    |
| 19    | Giles Barnes      | Houston Dynamo         | 9    |
| 19    | Fabian Espindola  | New York Red Bulls     | 9    |
| 19    | Eddie Johnson     | Seattle Sounders       | 9    |
| 19    | Ryan Johnson      | Portland Timbers       | 9    |
| 19    | Will Johnson      | Portland Timbers       | 9    |
| 19    | Darlington Nagbe  | Portland Timbers       | 9    |

### Playoffs
Die Playoffs werden nach Ablauf der 34 Spieltage der Regular Season in mehreren Runden mit teils unterschiedlichem Modus ausgespielt. Bis auf das Finale erfolgen alle Spiele innerhalb der jeweiligen Conference.

#### Knockout Round
Die Knockout Round betrifft nur die Mannschaften auf den Conference-Plätzen 4 und 5. Die Mannschaft auf Platz 4 spielt dabei ein Heimspiel gegen die Mannschaft der gleichen Conference auf Platz 5. Ein Rückspiel gibt es nicht, sondern das Spiel wird bei einem Unentschieden nach der regulären Spielzeit durch Verlängerung und gegebenenfalls Elfmeterschießen entschieden. Der Gewinner dieses Spiels erreicht die nächste Runde. Die Mannschaften auf den Plätzen 1 bis 3 in der jeweiligen Conference überspringen diese erste Runde und ziehen direkt ins Conference-Halbfinale ein.
Die Spiele der Knockout Round fanden am 30. Oktober (in Seattle) bzw. am 31. Oktober (in Houston) statt, wobei sich jeweils die Heimmannschaft durchsetzen konnte.

#### Conference-Halbfinals und -Finals
Die Conference-Halbfinals werden mit Hin- und Rückspiel ausgetragen, wobei die Summe der erzielten Tore zählt. Die Auswärtstorregel kommt nicht zur Anwendung. Der Conference-Tabellenführer spielt dabei gegen den Sieger der ersten Playoff-Runde und der Zweite der Conference-Tabelle gegen den Dritten. Das Hinspiel findet im Stadion der in der Conference-Tabelle niedriger platzierten Mannschaft statt, das Rückspiel im Stadion der anderen Mannschaft. Die nach beiden Spielen feststehenden Gewinner erreichen die Conference-Finals, die im gleichen Modus mit Hin- und Rückspiel ausgetragen werden.
Die Halbfinals fanden vom 2. bis 7. November statt. Vorjahresmeister LA Galaxy schied dabei ebenso aus, wie der Gewinner des MLS Supporters’ Shield, die New York Red Bulls. Auch New England Revolution und die Seattle Sounders erreichten das Conference-Finale nicht.
Die Hinspiele der Conference-Finals wurden am 9. und 10. November ausgetragen, die Rückspiele durch eine Länderspielpause erst am 23. und 24. November.

#### MLS-Cup-Finale
Das MLS-Cup-Finale wurde am 7. Dezember zwischen den beiden Siegern der Conference-Finals im Stadion der in der Gesamttabelle höherplatzierten Mannschaft und ohne Rückspiel gespielt. Sporting Kansas City setzte sich nach Elfmeterschießen gegen Real Salt Lake durch.

#### Resultate
|    | Knockout Round         | Knockout Round   | Knockout Round       |   |    | Conference-Halbfinale | Conference-Halbfinale | Conference-Halbfinale | Conference-Halbfinale | Conference-Halbfinale |   |   | Conference-Finale | Conference-Finale | Conference-Finale | Conference-Finale | Conference-Finale |  |  | MLS Cup 2013 | MLS Cup 2013 | MLS Cup 2013 |
|    |                        |                  |                      |   |    |                       |                       |                       |                       |                       |   |   |                   |                   |                   |                   |                   |  |  |              |              |              |
|    | E4                     | Houston Dynamo   | 3                    |   |    |                       |                       |                       |                       |                       |   |   |                   |                   |                   |                   |                   |  |  |              |              |              |
|    | E5                     | Montréal Impact  | 0                    |   |    | E4                    | Houston Dynamo        | 2                     | 2                     | 4                     |   |   |                   |                   |                   |                   |                   |  |  |              |              |              |
|    |                        |                  |                      |   |    | E1                    | New York Red Bulls    | 2                     | 1                     | 3                     |   |   |                   |                   |                   |                   |                   |  |  |              |              |              |
|    |                        |                  |                      |   |    |                       |                       | E4                    | Houston Dynamo        | 0                     | 1 | 1 |                   |                   |                   |                   |                   |  |  |              |              |              |
|    |                        | E2               | Sporting Kansas City | 0 | 2  | 2                     |                       |                       |                       |                       |   |   |                   |                   |                   |                   |                   |  |  |              |              |              |
| E3 | New England Revolution | 2                | 1                    | 3 |    |                       |                       |                       |                       |                       |   |   |                   |                   |                   |                   |                   |  |  |              |              |              |
| E2 | Sporting Kansas City   | 1                | 3                    | 4 |    |                       |                       |                       |                       |                       |   |   |                   |                   |                   |                   |                   |  |  |              |              |              |
|    |                        |                  |                      |   | E2 | Sporting Kansas City  | 1(7)                  |                       |                       |                       |   |   |                   |                   |                   |                   |                   |  |  |              |              |              |
|    | W2                     | Real Salt Lake   | 1(6)                 |   |    |                       |                       |                       |                       |                       |   |   |                   |                   |                   |                   |                   |  |  |              |              |              |
| W3 | LA Galaxy              | 1                | 0                    | 1 |    |                       |                       |                       |                       |                       |   |   |                   |                   |                   |                   |                   |  |  |              |              |              |
| W2 | Real Salt Lake         | 0                | 2                    | 2 |    |                       |                       |                       |                       |                       |   |   |                   |                   |                   |                   |                   |  |  |              |              |              |
|    |                        |                  |                      |   |    |                       | W2                    | Real Salt Lake        | 4                     | 1                     | 5 |   |                   |                   |                   |                   |                   |  |  |              |              |              |
|    |                        | W1               | Portland Timbers     | 2 | 0  | 2                     |                       |                       |                       |                       |   |   |                   |                   |                   |                   |                   |  |  |              |              |              |
|    | W4                     | Seattle Sounders | 1                    | 2 | 3  |                       |                       |                       |                       |                       |   |   |                   |                   |                   |                   |                   |  |  |              |              |              |
|    | W4                     | Seattle Sounders | 2                    |   |    | W1                    | Portland Timbers      | 2                     | 3                     | 5                     |   |   |                   |                   |                   |                   |                   |  |  |              |              |              |
|    | W5                     | Colorado Rapids  | 0                    |   |    |                       |                       |                       |                       |                       |   |   |                   |                   |                   |                   |                   |  |  |              |              |              |

## Nationale Pokalwettbewerbe
Die 16 US-amerikanischen Mannschaften der MLS nehmen am Lamar Hunt U.S. Open Cup teil, während die drei kanadischen MLS-Teams die Canadian Championship bestreiten. Die beiden Turniere sind die Pokalrunden der USA bzw. Kanadas, die im K.o.-System ausgespielt werden. Die Sieger qualifizieren sich für die CONCACAF Champions League. Da der kanadische Wettbewerb bereits im Mai beendet wird, kann der kanadische Pokalsieger (Montréal Impact) noch in der im gleichen Jahr startenden Champions-League-Saison antreten, während der US-amerikanische Pokalsieger erst im Jahr darauf antritt, da die Champions-League-Saison vor dem U.S.-Open-Cup-Finale anfängt.

## Internationale Wettbewerbe
Anders als die MLS-Saison wird die Champions League in einer Saison ausgespielt, die im Juni beginnt und im Mai des folgenden Jahres endet. Die US-Mannschaften der MLS-Saison 2013 können sich daher für die Champions-League-Saison 2014/15 qualifizieren, während die kanadische Mannschaft, die sich über die im Frühjahr stattfindende Canadian Championship 2013 qualifiziert, bereits in der Champions-League-Saison 2013/14 antritt.
Neben den Pokalsiegern der beiden Länder (USA: D.C. United, Kanada: Montreal Impact) qualifizieren sich der Sieger des MLS Supporters’ Shield (New York Red Bulls) sowie die beiden Finalteilnehmer der MLS-Endrunde ebenfalls für die Champions-League-Saison 2014/15, sofern sie aus den USA kommen. Sollte eine der kanadischen Mannschaften den MLS Supporters’ Shield gewinnen oder das MLS-Cup-Finale erreichen, oder der Supporters’-Shield-Gewinner ins Finale der Endrunde einziehen, rückt die nächste US-Mannschaft auf den Champions-League-Startplatz nach. Dem kanadischen Verband steht grundsätzlich nur ein Startplatz in der Champions League zur Verfügung, der mit dem Gewinner der Canadian Championship besetzt wird.